# Кауфманн, Штефан
Штефан Кауфманн (нем. Stefan Kaufmann; 4 августа 1960, Золинген, Германия) — немецкий музыкант, барабанщик, известен своим участием в рок-группе Accept с 1978 по 1994 год (не считая распад группы в 1989—1993). В 1994 заменён Штефаном Шварцманом.

## Биография
Штефан Кауфманн родился 4 августа 1960 года в Золингене, Германия в музыкальной семье. В детстве он занимался в музыкальной школе по классу аккордеона и гитары.
Когда Штефан впервые сел за ударную установку достоверно неизвестно, однако в ранней юности он уже играл в местных группах (Frenzy, Father of Intenion). C Accept он впервые встретился в 1977 году, когда его пригласили для участия в записи дебютного альбома в качестве техника звукозаписи. Однако этим его участие в записи не ограничилось: в его исполнении звучат некоторые сложные места на пластинке, в связи с тем, что тогдашний барабанщик Франк Фридрих не мог с ними справиться. На тот момент, Штефан был единственным барабанщиком в городе, который мог играть на сдвоенной «бочке».
С второго альбома Accept Штефан стал полноценным участником группы.
О его деятельности в Accept см. основную статью
После распада группы в 1989 году (к чему он имел непосредственное отношение: во время гастролей у него было выявлено заболевание позвоночника, связанное с неправильной посадкой за установкой, не позволюящее продолжать выступления), Штефан выступил продюсером концертного альбома Accept Staying a Life и альбома U.D.O. Faceless World, и выступил инициатором воссоединения Accept, однако при записи второго альбома после воссоединения Death Row, боли в позвоночнике снова дали о себе знать и вынудили навсегда оставить барабаны.
После второго распада Accept, Штефан примкнул к Удо Диркшнайдеру, и работает в его группе U.D.O., правда уже в качестве гитариста.
13 сентября 2012 года на официальном сайте группы было размещено сообщение об уходе Кауфманна из-за проблем со здоровьем.
Но, несмотря на это, Штефан остаётся в их окружении и продюсирует группу.
В июне 2018 года Штефан временно вернулся в U.D.O. для участия в записи нового альбома и некоторых живых выступлениях, в частности, на фестивалях SummerBreeze/Rockpalast. Он будет выступать с U.D.O., пока группа не найдёт постоянного гитариста.
С 2020 года Штефан входит в состав нового проекта Удо Диркшнайдера - «Dirkschneider & The Old Gang».
Любимой группой Штефана является Sweet (также, как и у Удо Диркшнайдера), любимым певцом - Бон Скотт, любимой певицей - Барбра Стрейзанд, любимыми композиторами - Чайковский и Бетховен.

## Ударная установка
Изначально Штефан сидел за ударной установкой Ludwig, а в 1985 году перешёл на установку Tama. С того же года Штефан использует тарелки Raker.
Ударная установка образца 1986 года представляла собой:
Белая установка Tama Superstar, состоящая из двух 23" бас-барабанов, двух 16" напольных барабанов, одного 16" навесного барабана, одного 13" навесного барабана, одного 6½" металлического малого барабана, тарелок Raker: 16", 17" и 18" крэш, 20" фэст-райд, 21" хэви-райд, 2х14 среднего хай-хэта.

## Гитары
После смены амплуа, с барабанщика на гитариста, Штефан часто играл на гитаре Gibson Explorer, периодически играя на Fender Stratocaster, Gibson Les Paul и других. В UDO Штефан в основном выступал как ритм-гитарист, но его соло можно слышать на песнях Holy, Raiders of Beyond, Shout It Out, Cut me out (альбом Holy 1999) и других.